# 默里迪恩 (內布拉斯加州)
默里迪恩（英語：Meridian）是位於美國內布拉斯加州傑佛遜縣的鬼鎮。

## 歷史
默里迪恩的郵局於1870年設立，其後於1883年停運。

## 地理
默里迪恩所處的海拔為高於海平面429米（即1408英呎），而該地所採用的時區為UTC-6，即北美中部时区（CST）。同時該地設有夏令時間，為UTC-6調快一小時，即UTC-5（CDT）。